# Xanthorhoe coeruleata
Xanthorhoe coeruleata är en fjärilsart som beskrevs av W. Warren 1906. Xanthorhoe coeruleata ingår i släktet Xanthorhoe och familjen mätare. Inga underarter finns listade i Catalogue of Life.